# Agathe Koltès
Agathe Koltès est une série policière française diffusée sur France 3 du 7 mai 2016 au 25 juillet 2019 et sur la RTBF.

## Synopsis
La quinquagénaire et néanmoins très charismatique commandant de police Agathe Koltès a demandé sa mutation dans le commissariat de police de la ville de Vannes, en Bretagne. Elle est désormais sous les ordres du commissaire de police Mathilde Sirach qui est également sa fille. 
Les retrouvailles entre la fille et la mère, qui ne se fréquentaient plus pour des raisons familiales, entraînent de sérieuses difficultés au sein du service, d'autant plus que leur lien de parenté n'est pas immédiatement révélé à l'équipe chargée des enquêtes judiciaires.

## Fiche technique
- Titre : Agathe Koltès
- Création : Melina Jochum et Frédéric Videau
- Réalisation : Christian Bonnet et Adeline Darraux
- Producteurs : GMT Productions[2] / France 3 / RTBF
- Pays :  France /  Belgique
- Langue : français

## Distribution

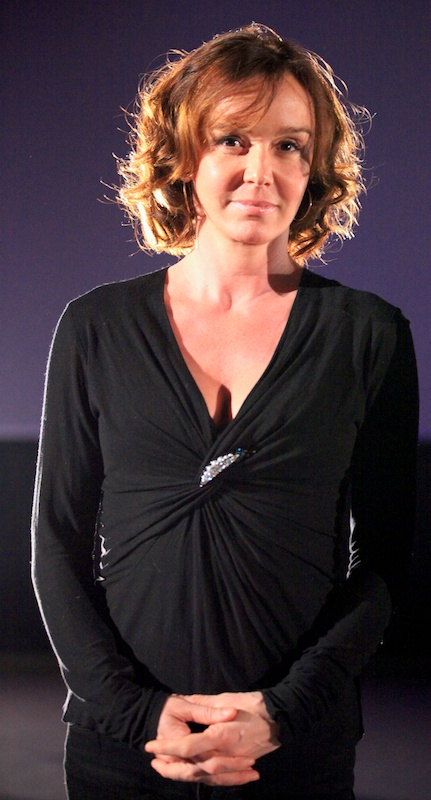
Philippine Leroy-Beaulieu.

- Philippine Leroy-Beaulieu : Commandant Agathe Koltès
- Hortense Gélinet : Commissaire Mathilde Sirach, sa fille
- Arnaud Binard : Capitaine Juste Fontaine
- Inès Melab : Leslie
- Serge Riaboukine : Major Guy Wichniak
- Paul Besson : Brice
- Nadia Fossier : Alice Koltès
- Philippe Hérisson : Philippe Koltès
- Antoine Michel : Tristan Wichniak

## Épisodes

### Saison 1 (2016-2017)
Ces épisodes relatent l'arrivée d'Agathe et de son intégration dans le commissariat de Vannes.
- 1 Pilote (première partie)

Agathe Koltès traverse la France, de Grenoble à Vannes, pour y prendre ses nouvelles fonctions. Ses collègues ignorent qu’elle est la mère de Mathilde Sirach, la toute jeune commissaire de 30 ans qui dirige le commissariat, laquelle a tenté en vain de s’opposer à son arrivée. Après une rupture de près de quinze ans, les retrouvailles entre la mère et la fille sont difficiles.
- Pilote (seconde partie)

Sur fond d'enquête qui semble révéler un curieuse coïncidence entre deux meurtres, Mathilde ordonne à Agathe de garder le secret sur leur lien de famille. L'équipe ne sait rien mais le capitaine Fontaine va surprendre une conversation entre les deux femmes.
- 2 Dernière navette

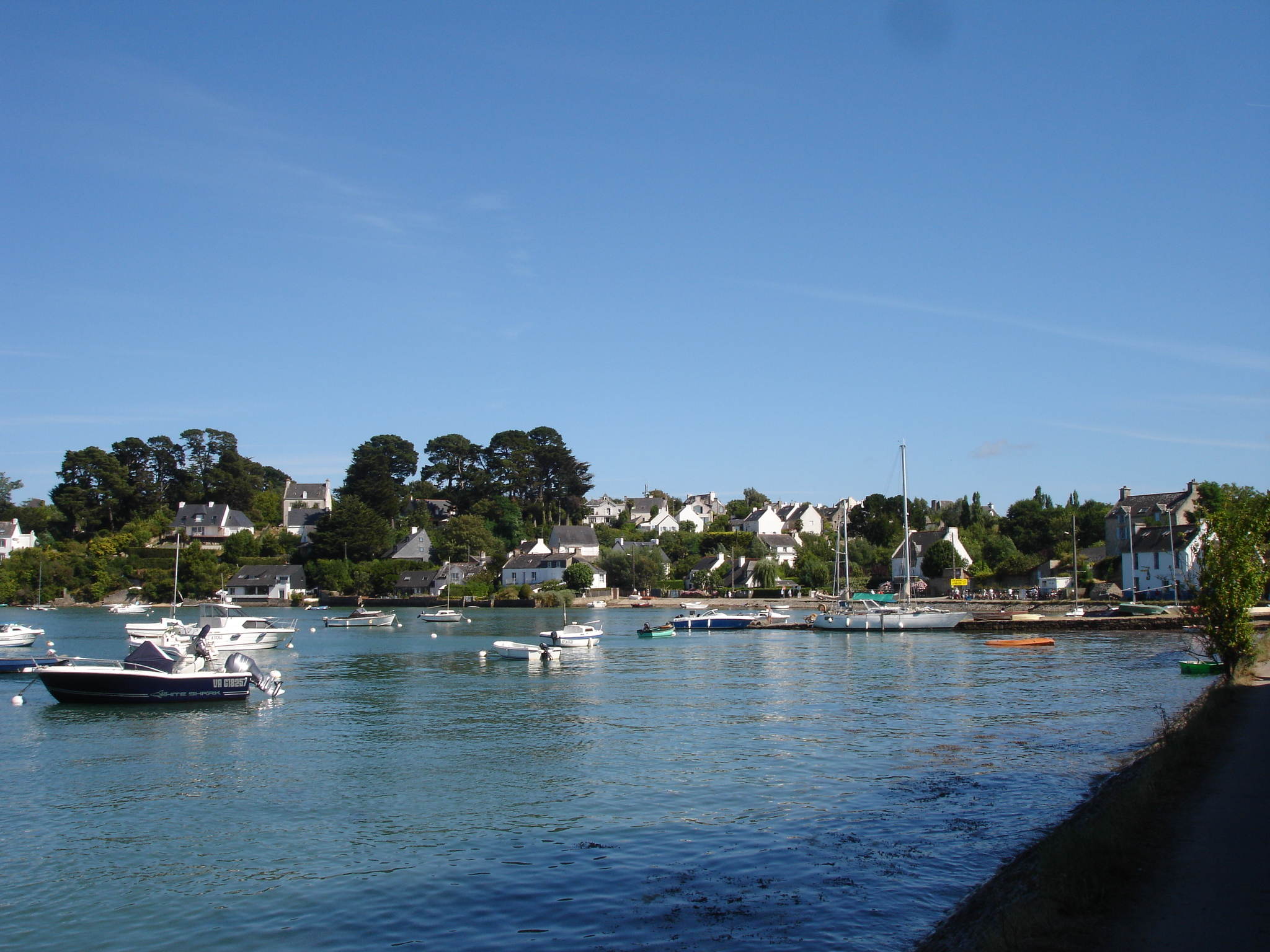
L'île aux Moines.

Le corps d'un pilote d’une compagnie maritime est retrouvé enchevêtré dans les filins des voiles de son bateau. L’enquête mène le groupe sur l’Île-aux-Moines, où Agathe retrouve son amie d'enfance Corinne Contini et dont le lien finit par brouiller son instinct de flic.
- 3 Échappée mortelle

Le meurtre d’un ancien champion cycliste entraîne l’équipe d'Agathe à enquêter dans le milieu du cyclisme amateur. Au cours de l'enquête, Fontaine et Guy en profitent pour régler leurs comptes. En outre, il devient de plus en plus difficile pour Mathilde et Agathe de dissimuler leur lien de parenté à l'équipe.
- 4 Le Vaisseau fantôme

Le célèbre navigateur Hervé Leguen est retrouvé assassiné. Agathe en désaccord avec sa fille (elles ont enfin révélé leur secret à l'équipe) sont sur des pistes différentes pour identifier le coupable. La mère ou la fille de la victime ? Durant l'enquête, Fontaine, qui entre en période d'évaluation, multiplie les erreurs. Ce n'est jamais facile de divorcer et de garder sa sérénité.
- 5 Bain fatal

Une jeune femme, employée d'un centre de thalassothérapie, est retrouvée noyée dans un bain de boue. Agathe et son équipe vont enquêter dans les coulisses de l'établissement et vont aller de surprise en surprise, d'autant plus que Fontaine est toujours très perturbé par sa situation familiale.
- 6 L'Or bleu

Un ostréiculteur est retrouvé battu à mort devant son exploitation. Agathe et son équipe ne tardent pas à découvrir non loin une deuxième victime encore en vie. L'occasion de s'immerger dans le milieu de l'or bleu, expression qui désigne l'élevage des huîtres. En parallèle à cette enquête, le fils de Guy est arrêté car il est soupçonné de diriger un gang de voleurs dont il serait le receleur.
- 7 Grande muette

Une infirmière de l’armée est découverte morte dans la cabine d’essayage d’un surplus de l'armée. Agathe sait que son équipe va devoir enquêter dans un milieu qui n'aime pas les intrus. Agathe continue, en secret de sa fille, une enquête pourtant classée sur la mort de ses parents, entraînant de nouveau des frictions entre elles mais le destin va jouer encore en faveur des deux femmes.

### Saison 2 (2019)
Il s'agit des deux derniers épisodes de la série .
- 1 Ailes brisées

Le cadavre d’un kite-surfeur est retrouvé en mer. les membres de l'équipe d'Agathe Koltès décident d'enquêter dans le milieu de ce sport et découvrent que les pratiquants avaient des relations tendues avec les pêcheurs. En parallèle à cette enquête, Agathe décide de donner une nouvelle chance à son histoire avec Vincent.

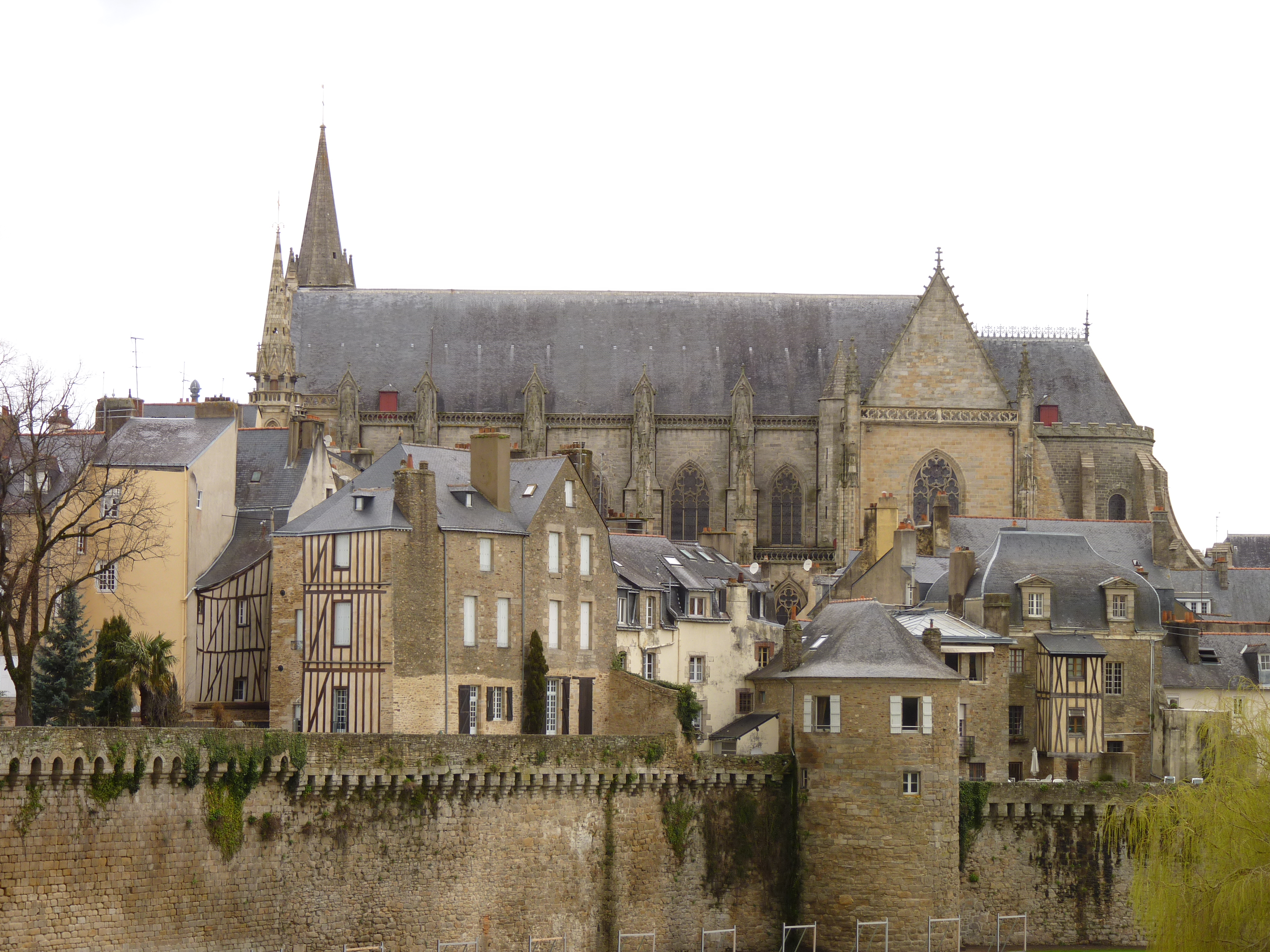
La cathédrale de Vannes.

- 2 Chemin de croix

Juste après s’être confessé, un homme est assassiné dans les lavoirs situés aux abords de la cathédrale de Vannes. Agathe renoue avec le prêtre Alban Douceau, un homme qu’elle n’a pas revu depuis 25 ans. Celui-ci refuse de briser le secret de la confession. Alors qu’Agathe se fait un sang d’encre pour son ami Vincent, Mathilde la commissaire et Fontaine, son subordonné, acceptent enfin de continuer à vivre leur amour.

## Lieux de tournage

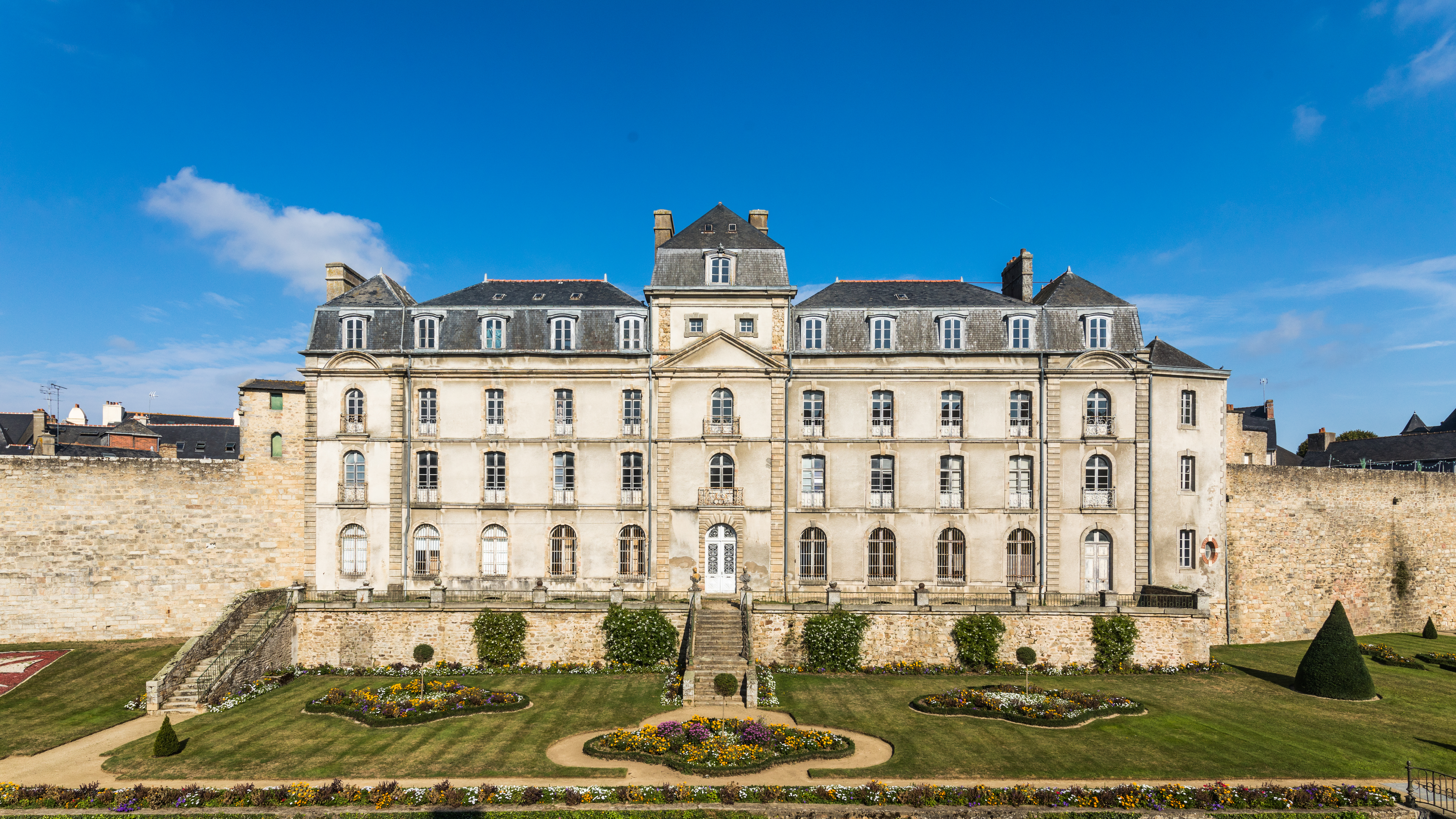
L'Hôtel Lagorce de Vannes héberge le commissariat où officie Agathe Koltès durant le tournage.

La ville de Vannes et le secteur du golfe du Morbihan (notamment le domaine maritime), tout proche. L'hôtel Lagorce (dénommé également château de l'Hermine) sert de cadre pour le commissariat d'Agathe Koltès.

## Autour de la série
Après avoir produit et diffusé les deux derniers épisodes de la série lors d'une courte deuxième saison, France 3 décide d'arrêter sa production. Interrogée à propos de cette décision, Philippine Leroy-Beaulieu déclare : « J’ai toujours beaucoup de tendresse pour Agathe, je la garde en moi. »